# Sala Kochmann
Sala Rosenbaum épouse Kochmann (née le 7 juin 1912 à Resche, morte le 18 août 1942 à Berlin-Plötzensee) est une résistante allemand au nazisme.

## Biographie
Sala Rosenbaum apprend le métier d'institutrice de maternelle. En 1938, elle épouse Martin Kochmann (de).
Pendant la Seconde Guerre mondiale, avec son mari, Kochmann rejoint le groupe de résistance communiste au régime nazi, formé par l'ancien cadre du KPD Herbert Baum.
Au cours de l'incendie criminel du groupe Baum contre l'exposition de propagande antisoviétique Das Sowjet-Paradies, Kochmann est arrêtée par la police avec de nombreux autres membres du groupe. Son arrestation a lieu le 23 mai 1942.
Craignant de trahir d'autres membres du groupe sous la pression des méthodes d'interrogatoire brutales de la Gestapo, Kochmann tente de se suicider pendant sa détention provisoire en se jetant dans une cage d'escalier au siège de la police à Alexanderplatz. Elle survit grièvement blessée avec une colonne vertébrale cassée. Elle doit être transportée sur une civière jusqu'aux sessions du procès ultérieur contre les membres arrêtés du groupe Baum devant la Volksgerichtshof. Elle est accusée d'avoir sapé les forces armées et reconnue coupable lors de la séance du 16 juillet 1942 et condamnée à mort.
Le 18 août 1942, Kochmann est exécutée à la guillotine avec 18 autres personnes sur le site d'exécution de la prison de Plötzensee. En raison de ses blessures, elle est transportée sur une civière. Son mari est exécuté en 1943.
Aujourd'hui une plaque commémorative sur la maison de la Gipsstraße 3 à Berlin-Mitte commémore Kochmann et son mari. Une plaque commémorative au cimetière juif de Berlin-Weißensee commémore les 27 membres du groupe exécutés (ou tués) en 1942 et 1943 pour leur résistance.